# Oglala (Dakota Południowa)
Oglala – jednostka osadnicza w Stanach Zjednoczonych, w stanie Dakota Południowa, w hrabstwie Shannon.